# Thymus jimenezii
Thymus jimenezii là một loài thực vật có hoa trong họ Hoa môi. Loài này được Socorro, Arrebola & Espinar miêu tả khoa học đầu tiên năm 1990.